# Удомля (озеро)
Удо́мля — озеро в Удомельском районе на севере Тверской области России, к северу от города Удомля. Озеро принадлежит бассейну Балтийского моря, из него вытекает река Съежа, приток Увери, впадающей, в свою очередь, во Мсту.
Площадь озера Удомля — 10,1 км², длина — 7,4 км, максимальная ширина — 3,2 км. Высота над уровнем моря — 155 м, наибольшая глубина — 30 метров, средняя глубина — 10 метров. Объём — 100 млн м³. Площадь водосборного бассейна — 400 км².
Озеро вытянуто с севера на юг. В юго-западной части озера большой залив, в котором начинается короткая протока в соседнее озеро Песьво, а также расположен исток Съежи. В истоке Съежи построена плотина, регулирующая сток из озера и его уровень. В озеро впадает несколько небольших речек, в северную часть озера впадает река Тихомандрица из озера Наволок.
На берегах озера леса, сельскохозяйственные угодья, несколько деревень. Восточный берег озера ровный, западный более изрезанный. К южному берегу озера выходит Калининская АЭС.

## Экология
Озёра Удомля и Песьво используются в качестве прудов-охладителей Калининской АЭС, в связи с этим ведётся мониторинг экологического состояния озёр и реки Съежа. По состоянию на 2008 год величина удельной активности радиоактивного изотопа водорода трития в озёрах-охладителях Удомля и Песьво и в реке Съежа примерно в 50 раз выше средних значений содержания трития в открытых водоёмах России, что связано со сбросами и выбросами Калининской АЭС (кн. 2, стр. 206, ОВОС ТАЭС).

## Культура
Благодаря живописной природе озеро Удомля на протяжении многих десятилетий привлекало художников. Именно здесь была написана картина Исаака Левитана «Над вечным покоем».